# Нават
Нават (інші назви — набат, навот, кінва-шакері) — традиційні іранський солодощі білого та коричневого кольору, які подаються до чаю.

## Приготування
Зазвичай нават готують з концентрованого цукрового сиропу або ж соку винограду. До них додають різні спеції, мед та прянощі. Отриманий продукт є чистим та корисним, бо не містить консервантів та барвників.

## Користь
Цей популярний іранський десерт нагадує цукор у кристалізованому вигляді. Але складається не з сахарози, а з фруктози і глюкози, тобто є моносахаридом. Глюкоза позитивно впливає на роботу головного мозку та усуває почуття голоду, а фруктоза дуже швидко всмоктується в кишечнику. Людям, які страждають від цукрового діабету нават можна вживати, але із обережністю. Так само із обережністю солодощі потрібно вживати людям із карієсом.
Нават рекомендується вживати при серцевих захворюваннях, бронхіті, при неврологічних захворюваннях, при ангіні, діареї, зневодненні, депресії, при анемії, низькому тиску, розладах травлення тощо. Також цей десерт має протизапальні властивості.